# Samsung Galaxy A7 (2017)

## Dostupnost
Po uvedení Samsung oznámil, že prodá až 20 milionů chytrých telefonů s cílem na Afriku, Asii a Latinskou Ameriku. Na rozdíl od svých předchůdců se Galaxy A7 (2017) nedostane do Spojených států, západní a střední Evropy, kavkazských zemí a Číny.
Zatímco Samsung Galaxy A7 (2015) měl širší dostupnost v Evropě, tento model se v tomto regionu nikdy neprodával, protože byl považován za příliš drahý a také kvůli téměř přímé konkurenci se Samsungem Galaxy S7. Samsung místo toho bude do těchto zemí prodávat Samsung Galaxy A3 (2017) a Samsung Galaxy A5 (2017).